# Ladislas Ntaganzwa
Ladislas Ntaganzwa (nascut el 1962) és un criminal de guerra que va estar involucrat en el Genocidi de Ruanda el 1994. Segons la seva acusació, Ntaganzwa, com a alcalde de Nyakizu, una comuna de Butare, va ser fonamental per a afegir fervor Hutu Power que va provocar el genocidi i, quan el genocidi va començar, va distribuir armes i va dirigir i va participar en assassinats.
El 18 d'abril de 1994, després d'una visita del president interí Sindikubwabo, durant la qual havia demanat l'assassinat de més tutsis, Ntaganzwa presumptament va ordenar i dirigir una massacre de tutsis que havia sobreviscut al primer atac.
Ntaganzwa va ser arrestat el 7 de desembre de 2015 a la República Democràtica del Congo. El seu judici per nou processos de genocidi estava previst per al 20 de març del 2016.
El 28 de maig de 2020, Ntaganzwa va ser condemnat a cadena perpètua. Ntaganzwa legalment pot apel·lar la sentència vitalícia en els propers cinc dies.
Ntaganzwa figurava a la llista dels nou refugiats genocidis més buscats per als quals els Estats Units havien pagat una recompensa de 5 milions de dòlars.